# ディケンズのニコラス・ニクルビー
ディケンズのニコラス・ニクルビー（原題：Nicholas Nickleby）は、2002年に公開されたアメリカ・イギリス合作のドラマ・コメディ映画。チャールズ・ディケンズの『ニコラス・ニクルビー』を原作とする。日本では劇場未公開で、スターチャンネルで放送された。

## あらすじ
ニコラス一家はデヴォンの田舎町で平和に暮らしていたが、父親が投資に失敗したことで心労がたたって亡くなってしまう。19歳のニコラスと母親、妹のケイトは、裕福だが冷淡な高利貸しの叔父・ラルフに助けを求め、ロンドンに向かう。ラルフは、ニコラスをヨークシャーのドゥザボーイズと呼ばれる寄宿学校で家庭教師として雇用し、ケイトには仕立屋としての仕事を斡旋する。
ドゥザボーイズを運営するスクィーズ夫妻が、引き取った私生児たちを日常的に虐待していたことを知り、ニコラスは愕然とする。また、スクィーズの娘から好意を寄せられるニコラスだが、はっきりと断る。ある日、足が不自由で虚弱な少年スマイクがドゥザボーイズを脱走するがスクィーズに見つかってしまい、罰としてむち打ちされてしまう。そんな姿を見たニコラスはスクィーズを張り倒し、スマイクを連れて寄宿学校を飛び出すのだった。
一方のケイトは、ラルフの顧客のマルベリー卿からいやらしい目で見られることに屈辱を覚える。ラルフはケイトの美貌を利用してマルベリー卿との関係を強固にしようと企んでいた。
スマイクと寄宿学校を出たニコラスは、旅の途中でクライムズ率いる劇団と出会い、二人は芝居で成功を収める。だがニコラスの元にラルフの召使いであるノッグスから手紙が届き、急遽ロンドンに戻ったニコラス。彼は酒場でマルベリー卿がケイトを侮辱するような発言をしたのを聞いて喧嘩になる。
ケイトと母親をラルフの元から引き離し、画家のクリーヴィの元に家族で下宿したニコラスは、親切な紳士のチアリブル兄弟の下で事務職に就く。またニコラスは、若い画家のマデリンと出会う。彼女は借金を抱えた我儘な父親と二人で暮らしていた。ニコラスとマデリンは惹かれ合うが、ラルフはニコラスを快く思わず、スマイクを誘拐して寄宿学校に連れ戻そうとしたり、マデリンとの関係を断ち切ろうと、マルベリー卿と結婚すれば借金を帳消しにする話を持ち掛けたりするが、スマイクはニコラスの活躍により救出される。マデリンは結婚を決めた直後に父親が心臓発作で急死する。ニコラスはマデリンを家族の住む家に連れて帰る。
以前から体調を崩していたスマイクは遂に結核を患ってしまい、ニコラスによって空気の澄んだデヴォンの田舎町に連れていかれるが、息を引き取ってしまう。やがてスマイクが、ラルフの息子であったことが発覚する。ラルフは自分の息子がとっくに亡くなっていたものと思い込んでいたうえ、息子が自分の嫌悪するニコラスの親友として死んでいったことも知り、激しく後悔したラルフは首を吊って死んでしまうのだった。
ケイトはチアブル兄弟の甥フランクと結婚し、ニコラスはマデリンと結婚。スマイクとニコラスの父が眠るデヴォンの町に居住するのだった。

## キャスト
※括弧内は日本語吹替
- ニコラス・ニクルビー：チャーリー・ハナム（神奈延年）
- ヴィンセント・クライムズ：ネイサン・レイン（滝口順平）
- ワックフォード・スクイーズ：ジム・ブロードベント（後藤哲夫）
- ラルフ・ニクルビー：クリストファー・プラマー（大木民夫）
- スマイク：ジェイミー・ベル（川田紳司）
- マデリン・ブレイ：アン・ハサウェイ（大坂史子）
- フォレア：アラン・カミング（小森創介）
- チャールズ・チアリブル：ティモシー・スポール（島香裕）
- ニューマン・ノッグス：トム・コートネイ（塚田正昭）
- スクィーズ夫人：ジュリエット・スティーブンソン（磯辺万沙子）
- ケイト・ニクルビー：ロモーラ・ガライ

- キャサリン・ニクルビー：ステラ・ゴネット
- ファニー・スクィーズ：ヘザー・ゴールデンハーシュ
- クラムルズ夫人：バリー・ハンフリーズ（岩崎ひろし）
- ネッド・チアリブル：ジェラルド・ホーラン（沢木郁也）
- フランク・チアリブル：ウィリアム・アッシュ（桐本琢也）
- マルベリー・ホーク卿：エドワード・フォックス（納谷六朗）
- ナイジェル・ブレイ：デヴィッド・ブラッドリー

- ブルッカー：フィル・デイヴィス（岩崎ひろし）
- ジョン・ブラウディ：ケビン・マクキッド（小森創介）
- ヴェリソフト卿：ニコラス・ロウ（坂東尚樹）
- ミス・レイクリーヴィ：ソフィー・トンプソン
- ミスター・ニクルビー：アンドリュー・ハヴィル
- プラック：アンガス・ライト

## 受賞・ノミネート
本作はゴールデン・グローブ賞の最優秀作品賞（ミュージカル・コメディ部門）にノミネートされたほか、ナショナル・ボード・オブ・レビュー賞の最優秀キャスト賞を受賞し、ロモーラ・ガライはヨーロッパ映画賞のピープルズ・チョイス・アワードの最優秀ヨーロッパ女優賞にノミネートされた。